# Ceratinopsis ruberrima
Ceratinopsis ruberrima is een spinnensoort in de taxonomische indeling van de hangmatspinnen (Linyphiidae).
Het dier behoort tot het geslacht Ceratinopsis. De wetenschappelijke naam van de soort werd voor het eerst geldig gepubliceerd in 1926 door Pelegrin Franganillo-Balboa.